# Consiglio nazionale per lo studio degli archivi della Securitate
Il Consiglio nazionale per lo studio degli archivi della Securitate (in romeno Consiliul Național pentru Studierea Arhivelor Securității, abbreviato in CNSAS) è un'istituzione pubblica rumena incaricata di mettere a disposizione dei cittadini i fascicoli e i documenti redatti dalla Securitate, l'ex polizia politica della Romania comunista.
Sulla base della propria documentazione archivistica ha inoltre il compito di esaminare, su richiesta o d'ufficio, l'eventuale collaborazione con la Securitate da parte delle persone soggette a verifica.

## Storia
È stato costituito in seguito al voto parlamentare del 20 ottobre 1999, che ha adottato la Legge 187/1999 per l'accesso ai fascicoli e alla denuncia della Securitate come polizia politica, proposta dal senatore Constantin Ticu Dumitrescu e pubblicata sulla gazzetta ufficiale nel dicembre 1999. La creazione del Consiglio rappresentava una condizione informale per l'ammissione della Romania a Unione europea e NATO e allineava il paese alle politiche già avviate in altri paesi ex comunisti, che avevano fondato organismi simili, quali la Germania, la Repubblica ceca e la Polonia.
Il primo Consiglio è entrato in carica nel marzo 2000. Il testo originale della legge prevedeva che gli archivi dell'ex polizia politica rimanessero in mano alle istituzioni che le avevano ereditate (Serviciul Român de Informații, ministero degli interni e ministero della difesa) e che sarebbero stati analizzati su richiesta dal CNSAS. L'attività del Consiglio si è intensificata soprattutto dopo il periodo 2005-2006, con il trasferimento della gestione degli archivi della Securitate al CNSAS. Rimanevano in custodia delle strutture degli interni e dei servizi segreti solamente i documenti riguardanti la sicurezza nazionale.
In conseguenza di una causa intentata da Dan Voiculescu, nel 2008 la Legge 187/1999 è stata dichiarata anticostituzionale. Il 5 marzo 2008 il Governo ha quindi emanato l'ordinanza d'urgenza 24/2008 per la correzione degli aspetti sottolineati dalla Corte costituzionale, poi approvata dal Parlamento con la Legge 293/2008. Il nuovo testo riduceva in parte i poteri del CNSAS: l'organo non poteva più emanare verdetti riguardanti l'accertamento del ruolo di agente o collaboratore della Securitate, competenza trasferita ai tribunali.

## Competenze
Il Consiglio è diretto da un collegio formato da undici membri nominati dal Parlamento per un mandato di sei anni.
Ogni cittadino ha il diritto garantito dalla legge di consultare il proprio fascicolo redatto dalla Securitate, qualora questo esista.
Il CNSAS verifica, d'ufficio o su richiesta, l'appartenenza o la non appartenenza, in qualità di lavoratore o collaboratore, agli organi della Securitate sulla base della documentazione rilevata negli archivi. Nel caso di persone candidate alle elezioni, quali quelle per il presidente della Romania, o alla nomina a determinate cariche o funzioni pubbliche le verifiche vengono effettuate d'ufficio, mentre negli altri casi su richiesta.
Le varie direzioni specializzate del CNSAS effettuano un controllo amministrativo dei documenti relativi a una persona e stilano una nota su quanto rilevato. La nota è quindi approvata o respinta dal collegio del CNSAS. Nel caso in cui dalla nota risulti che non vi siano elementi che provino la collaborazione con la Securitate, il collegio ordina il rilascio di un certificato in merito. Nel caso in cui il collegio constati il ruolo di lavoratore o collaboratore, il CNSAS trasferisce gli atti al tribunale di Bucarest. L'emanazione del verdetto viene quindi demandata alla giustizia ordinaria.
La constatazione del ruolo di lavoratore o collaboratore della Securitate non comporta la perdita di diritti civili o politici.

## Presidenti
- Gheorghe Onișoru (2000-2006)
- Corneliu Turianu (2006)
- Claudiu Secașiu (2006-2007)
- Ladislau Csendes (2007-2009)
- Dragoș Petrescu (2010-2018)
- Constantin Buchet (dal 2018)